# اشتوفل واندورن
اشتوفل واندورن (هلندی: Stoffel Vandoorne؛ زادهٔ ۲۶ مارس ۱۹۹۲) راننده خودروی مسابقه‌ای اهل بلژیک است، وی از سال ۲۰۱۶ تا ۲۰۱۸ در مسابقات فرمول یک شرکت کرده‌است.